# Perissus griseofasciatus
Perissus griseofasciatus là một loài bọ cánh cứng trong họ Cerambycidae.